# Semiothisa kuschea
Semiothisa kuschea är en fjärilsart som beskrevs av Guedet 1939. Semiothisa kuschea ingår i släktet Semiothisa och familjen mätare. Inga underarter finns listade i Catalogue of Life.